# Wish (Hurts)
Wish è un singolo del gruppo musicale britannico Hurts, pubblicato il 7 ottobre 2015 come quinto estratto dal terzo album in studio Surrender.

## Descrizione
Si tratta della traccia conclusiva del disco ed è una ballata guidata dal solo pianoforte di Adam Anderson e dalla voce di Theo Hutchcraft.

## Video musicale
Il video musicale, diretto da Bryan Adams e girato interamente in bianco e nero, è stato pubblicato il 6 ottobre 2015 e mostra il duo eseguire il brano in una stanza vuota.

## Tracce
1. Wish – 3:36